# Fuorcla da Tschitta
Die Fuorcla da Tschitta ⓘ oder Furschela da Tschitta (rätoromanisch fuorcla, furschela aus dem lateinischen furcula für ‚kleine Gabel, kleiner Bergübergang‘ und Tschitta vom rätoromanischen tschüttar für ‚beobachten, schauen‘) ist ein Gebirgspass im Schweizer Kanton Graubünden, der über die Val d’Err und die Val Tschitta das Oberhalbstein mit dem Albulatal verbindet. Die Passhöhe auf 2830 m ü. M. liegt auf der Grenze zwischen den Gemeinden Surses und Bergün Filisur. Der Pass befindet sich zwischen dem Piz Ela im Norden und dem Piz Val Lunga im Süden.

## Lage und Umgebung

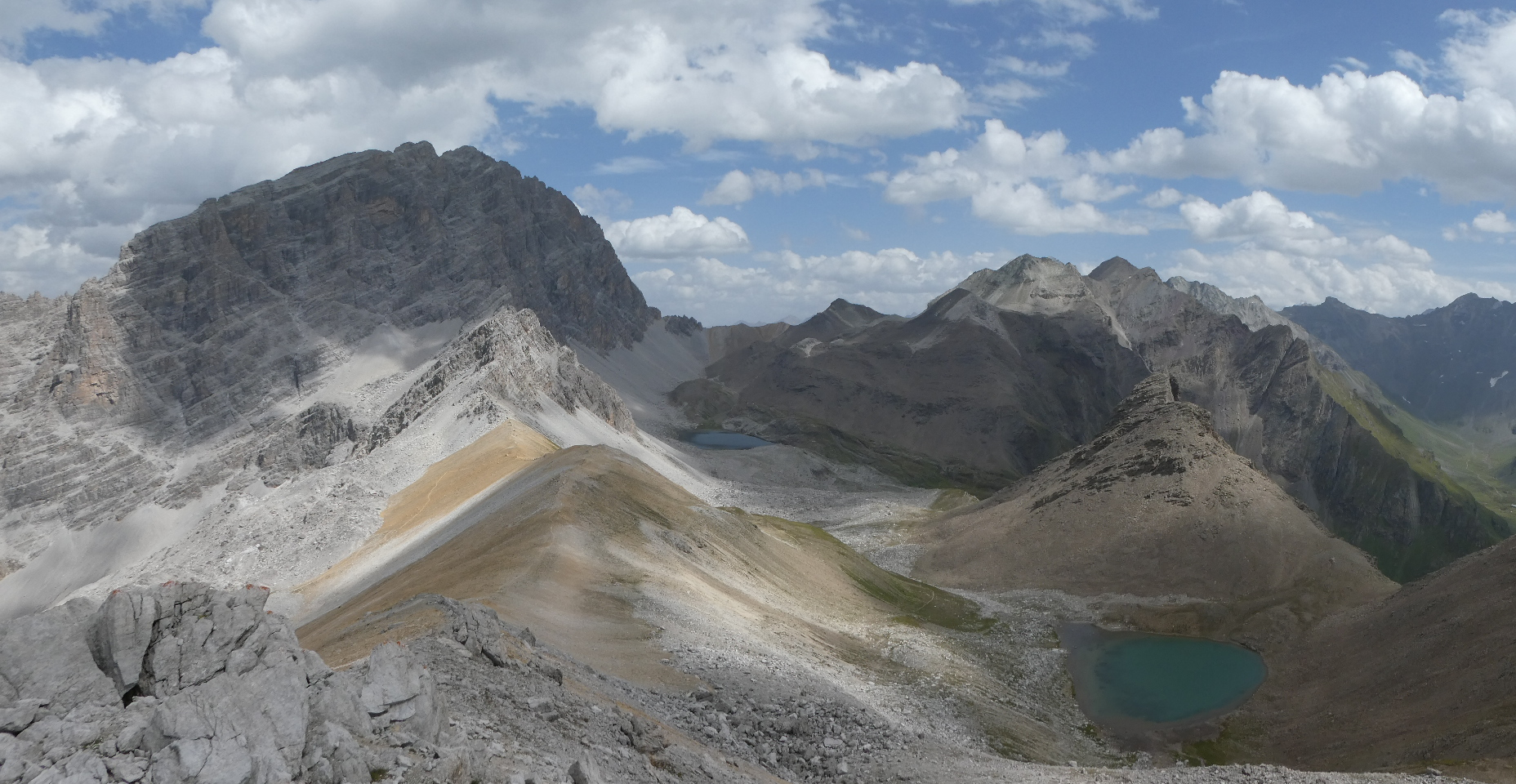
Blick vom Cotschen. Im Vordergrund links Pass d’Ela, rechts der namenlose Bergsee vor dem Piz Furnatsch. Im Hintergrund v. l. n. r. Piz Ela, Fuorcla da Tschitta hinter dem Lai Grond, Piz Val Lunga, Piz Salteras, Piz Bleis Marscha, Piz Laviner und Piz Jenatsch.

Die Fuorcla da Tschitta gehört zu den Bergüner Stöcken, einer Untergruppe der Albula-Alpen. Über dem Pass verläuft die Gemeindegrenze zwischen Surses und Bergün/Bravuogn. Die Fuorcla da Tschitta wird im Westen durch die Val d’Err, einem Seitental vom Oberhalbstein und im Osten durch die Val Tschitta, einem Seitental der Val Mulix, die selber wiederum ein Seitental des Albulatals ist, eingefasst. Sie verbindet den Piz Ela (3339 m) im Norden mit dem Piz Val Lunga (3077 m) im Süden.
Westlich der Fuorcla da Tschitta befinden sich auf dem kleinen Hochplateau Laiets (rätoromanisch für ‚Seechen‘) drei oft besuchte Bergseen: Der Lai Grond, der Lai Mort und ein namenloser See nordöstlich der Pizza Grossa.
Der Pass liegt im Parc Ela, einem 2006 eröffneten 600 Quadratkilometer grossen Naturpark.
Talorte sind Tinizong und Naz. Häufige Ausgangspunkte sind die Ela-Hütte (2252 m) in der Val Spadlatscha sowie Pensa (1673 m) in der Val d’Err.

## Schneestation

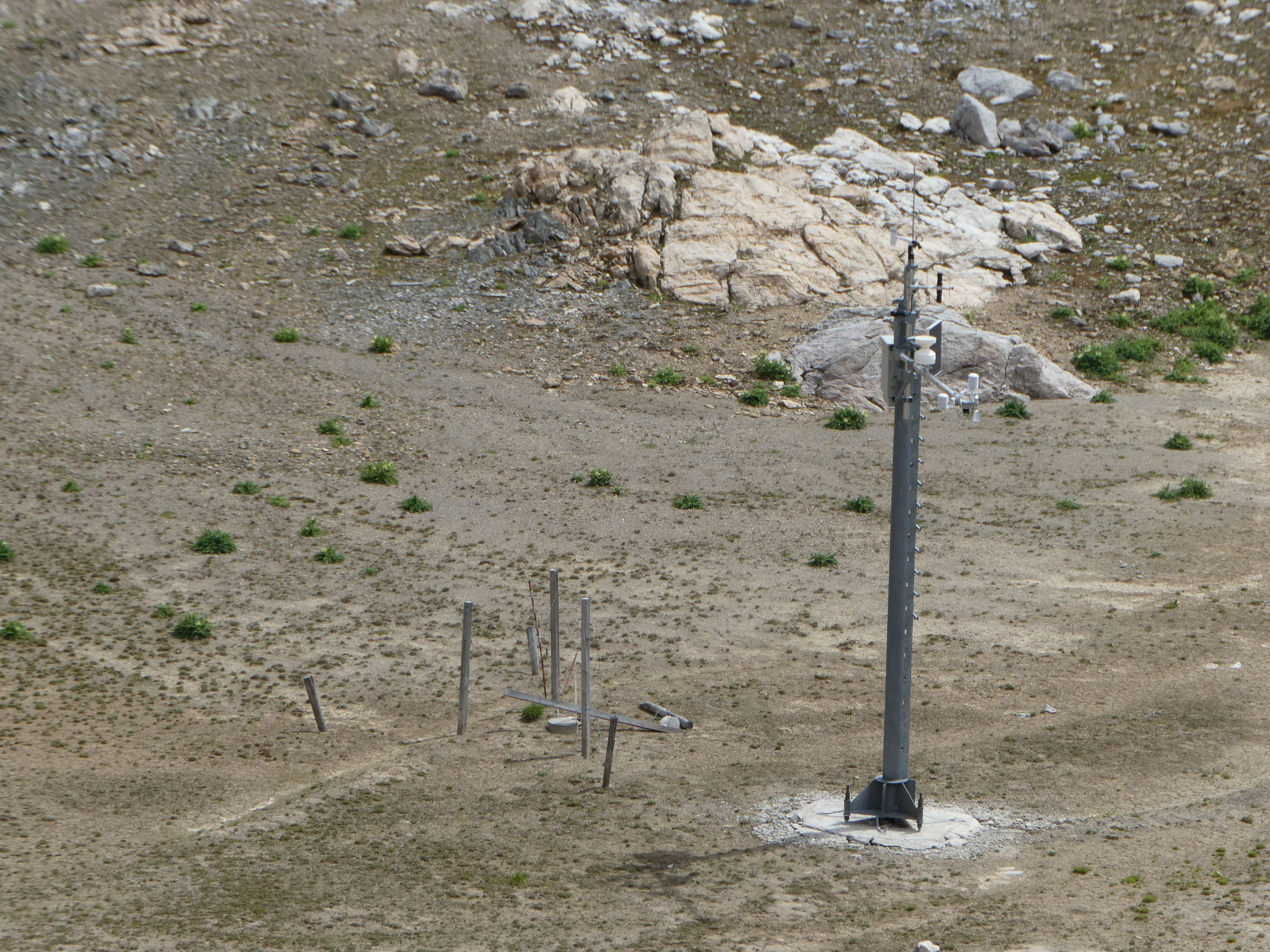
Schneestation südöstlich der Fuorcla da Tschitta, knapp unter der Passhöhe.

Rund 300 m südöstlich vom Pass, auf 2726 m auf einer Ebene befindet sich seit 2008 eine von 160 Schneestationen des Interkantonalen Mess- und Informationssystems (IMIS). Das System wird in Zusammenarbeit von Bund, Kantonen, Gemeinden, dem WSL-Institut für Schnee- und Lawinenforschung SLF sowie von weiteren Interessenverbänden betrieben. Die dazugehörende Windstation befindet sich auf dem Piz Salteras auf 3111 m ü. M. Die Schneestation misst jede halbe Stunde Lufttemperatur, Oberflächentemperatur der Schneedecke, Temperatur innerhalb der Schneedecke, Temperatur des Bodens, Windgeschwindigkeit (Mittel und Spitze), Windrichtung, relative Luftfeuchtigkeit, Schneehöhe und reflektierte kurzwellige Strahlung. Der Lawinenwarndienst sowie Sicherheitsbeauftragte der ganzen Schweiz werden so mit aktuellen Informationen aus entlegenen und/oder unzugänglichen Gebieten versorgt. Die Daten können auf der Webseite des SLF angeschaut werden.

## Ela-Rundtour

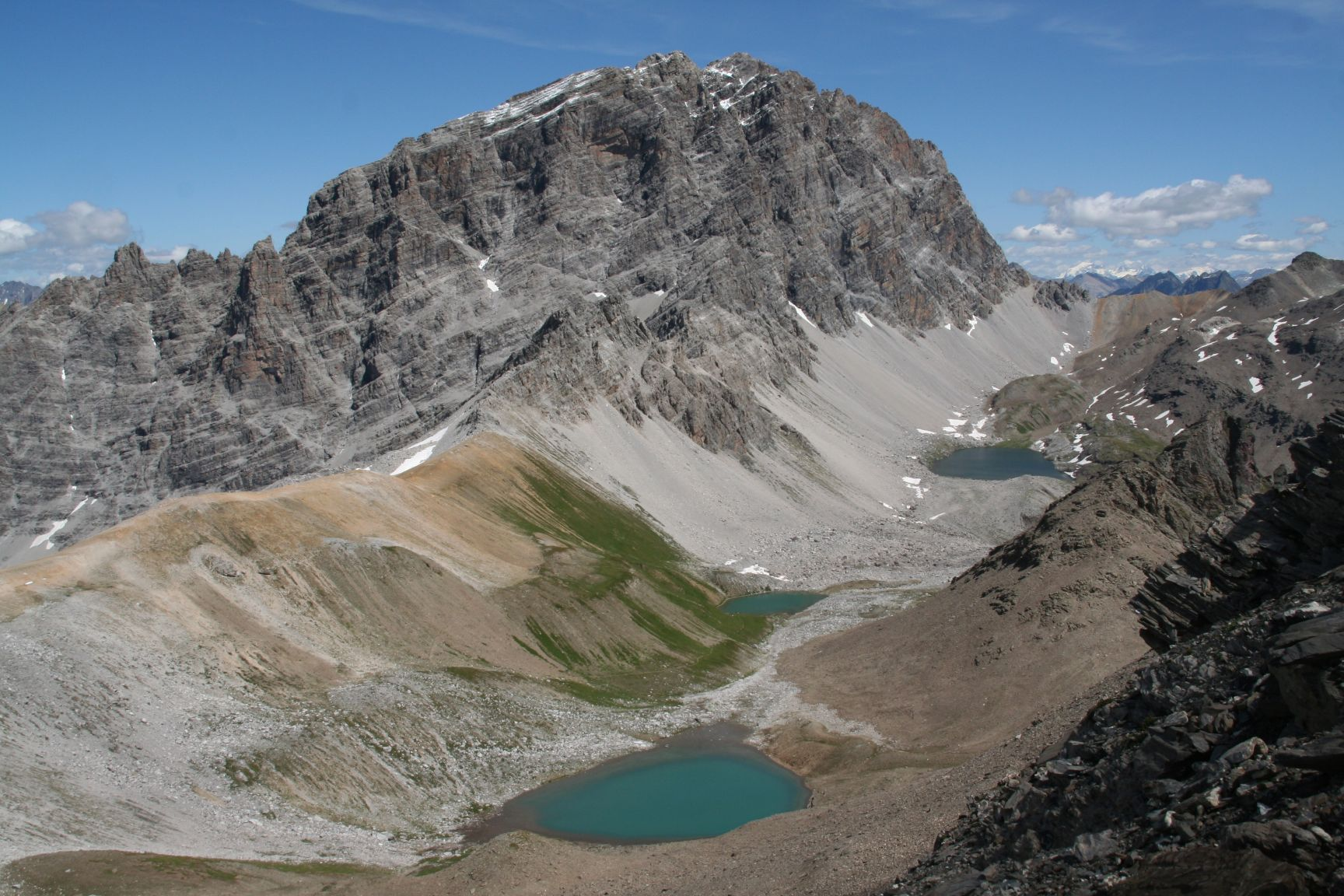
Die drei Seen auf dem Hochplateau Laiets (namenloser See im Vordergrund, Lai Mort in der Mitte und Lai Grond im Hintergrund) vor dem Piz Ela.

Eine sehr bekannte Wanderung bzw. Skitour für weniger geübte Berggänger ist die Ela-Rundtour. Die zweitägige Tour beginnt in Bergün (1367 m) oder Filisur (1032 m) und führt am ersten Tag zur Ela-Hütte (2252 m). Am zweiten Tag führt die Tour über den Pass d’Ela (2724 m), vorbei an drei Bergseen (ein namenloser See, Lai Mort und Lai Grond) zur Fuorcla da Tschitta und dann nach Preda (1789 m).
Dauer: 3½ - 4½ h am ersten und 5 h am zweiten Tag.
Schwierigkeit: B

## Routen zum Pass

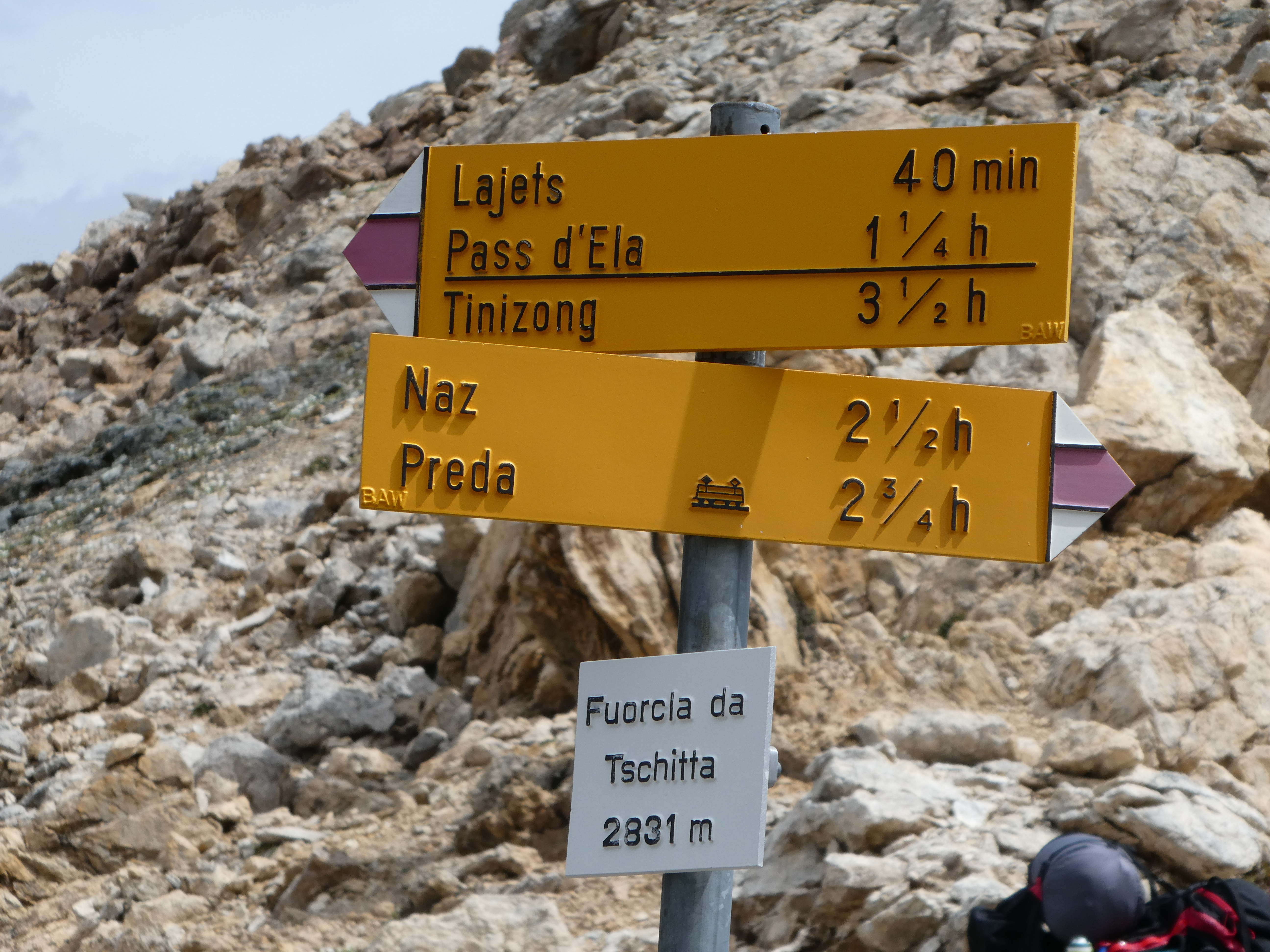
Wegweiser auf der Fuorcla da Tschitta.

Die Alpstrasse von Tinizong in die Val d’Err nach Pensa ist für den allgemeinen Motorfahrzeugverkehr gesperrt. Ein Wanderbus fährt jedoch dienstags sowie freitags nach Pensa.

### Durch die Val Tschitta
- Ausgangspunkt: Naz (1747 m)
- Via: Val Mulix, Val Tschitta
- Schwierigkeit: B, als Wanderweg weiss-rot-weiss markiert
- Zeitaufwand: 3 Stunden

### Durch die Val d’Err
- Ausgangspunkt: Tinizong (1232 m)
- Via: Tgant Pensa, Alp Viglia (1974 m), Lai Grond (2595 m)
- Schwierigkeit: B, als Wanderweg weiss-rot-weiss markiert
- Zeitaufwand: 4¾ Stunden (3¾ Stunden von Pensa)

### Über den Pass d’Ela
- Ausgangspunkte:

1. Filisur (999 m), Bergün (1373 m) oder Ela-Hütte (2252 m)
2. Pass digls Orgels (2699 m)

- Via: Pass d’Ela (2724 m), Lai Mort (2603 m), Lai Grond (2594 m)
- Schwierigkeit: B, als Wanderweg weiss-rot-weiss markiert
- Zeitaufwand:

1. 6 Stunden von Filisur, 5½ Stunden von Bergün oder 2½ Stunden von der Ela-Hütte
2. 2 Stunden vom Pass digls Orgels

- Bemerkung: Routen zum Pass digls Orgels sind im Artikel Pass digls Orgels aufgeführt.

## Galerie

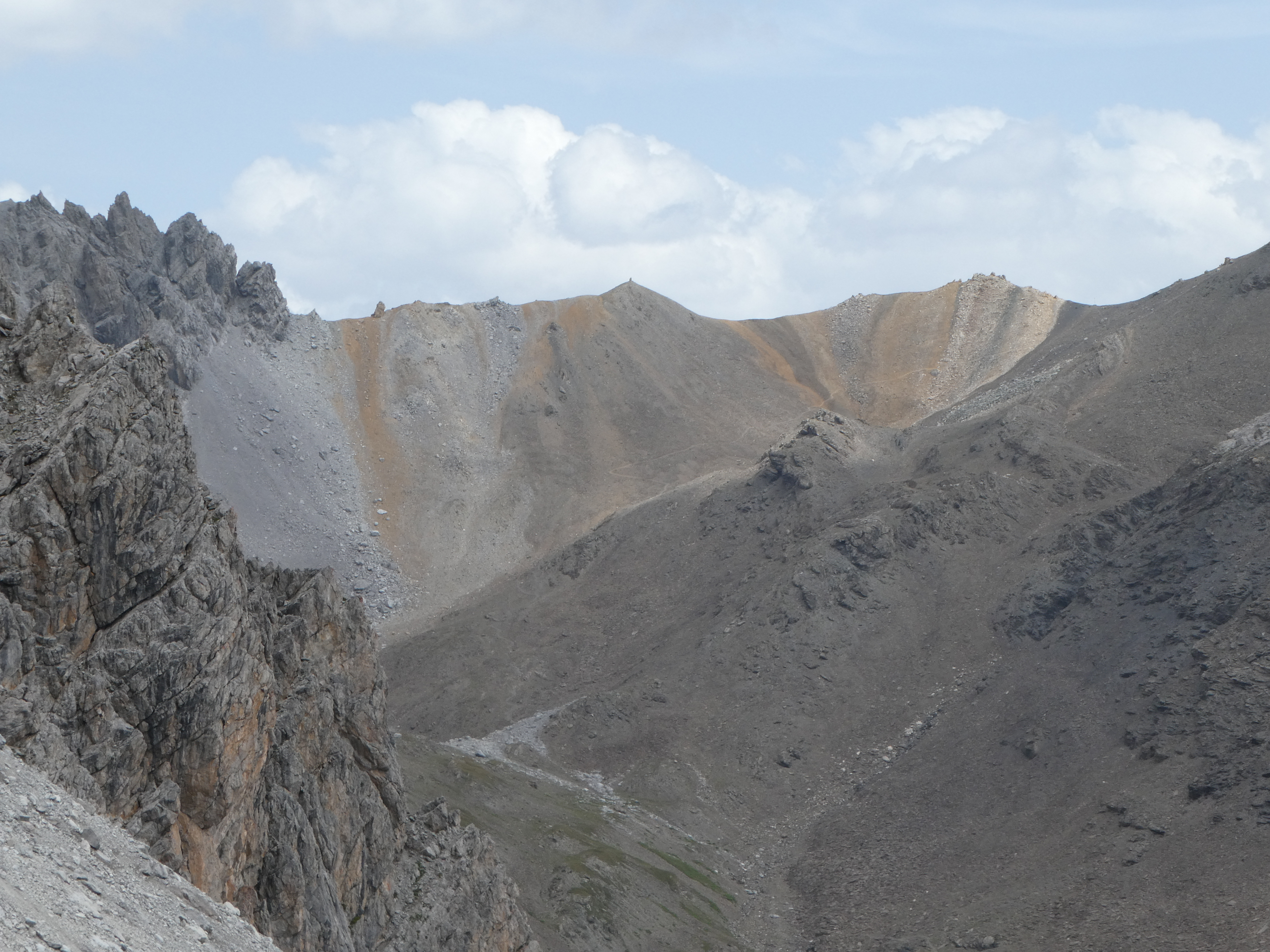
Westseite der Fuorcla da Tschitta, aufgenommen vom Pass d’Ela.
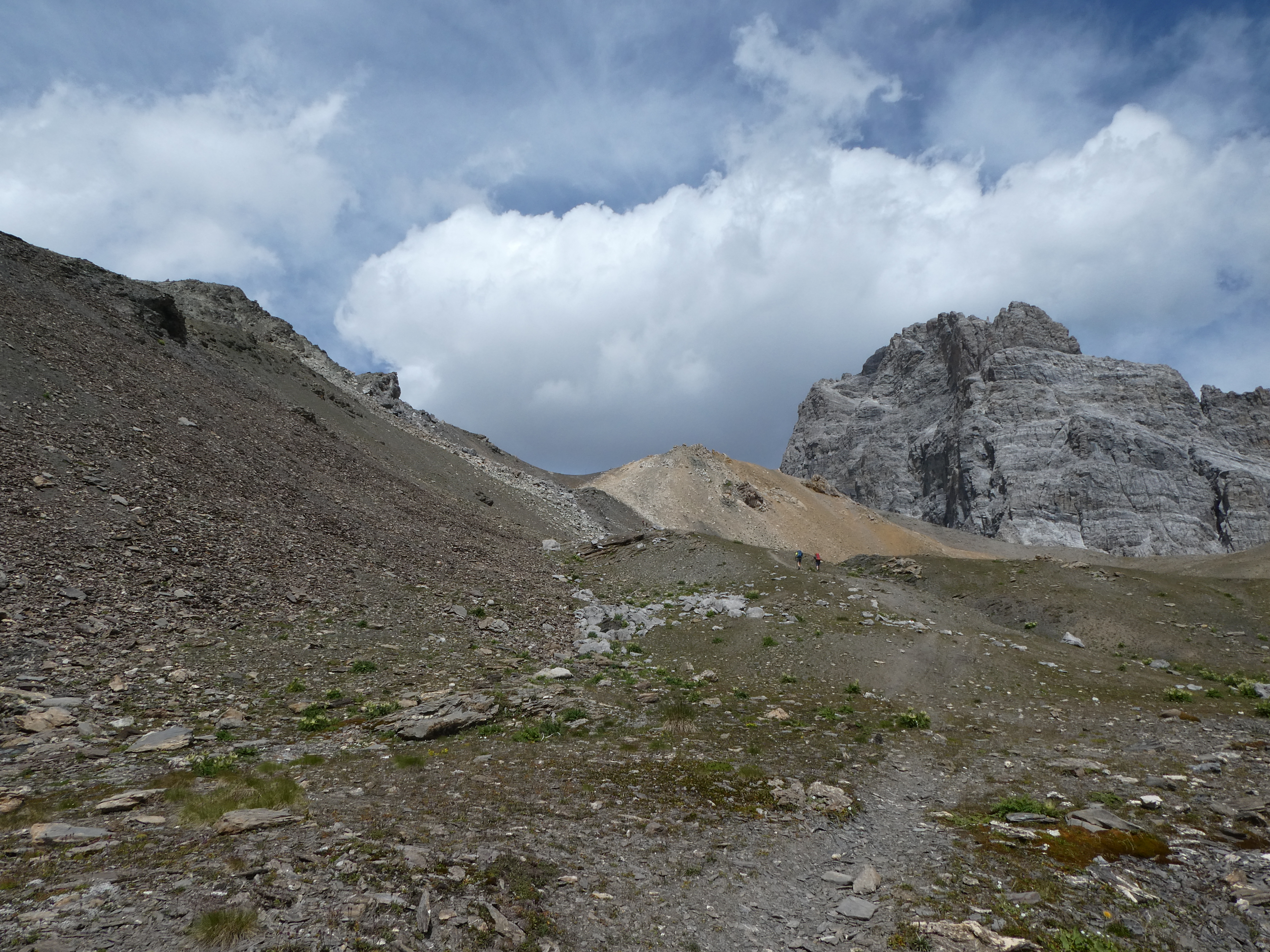
Ostseite der Fuorcla da Tschitta.
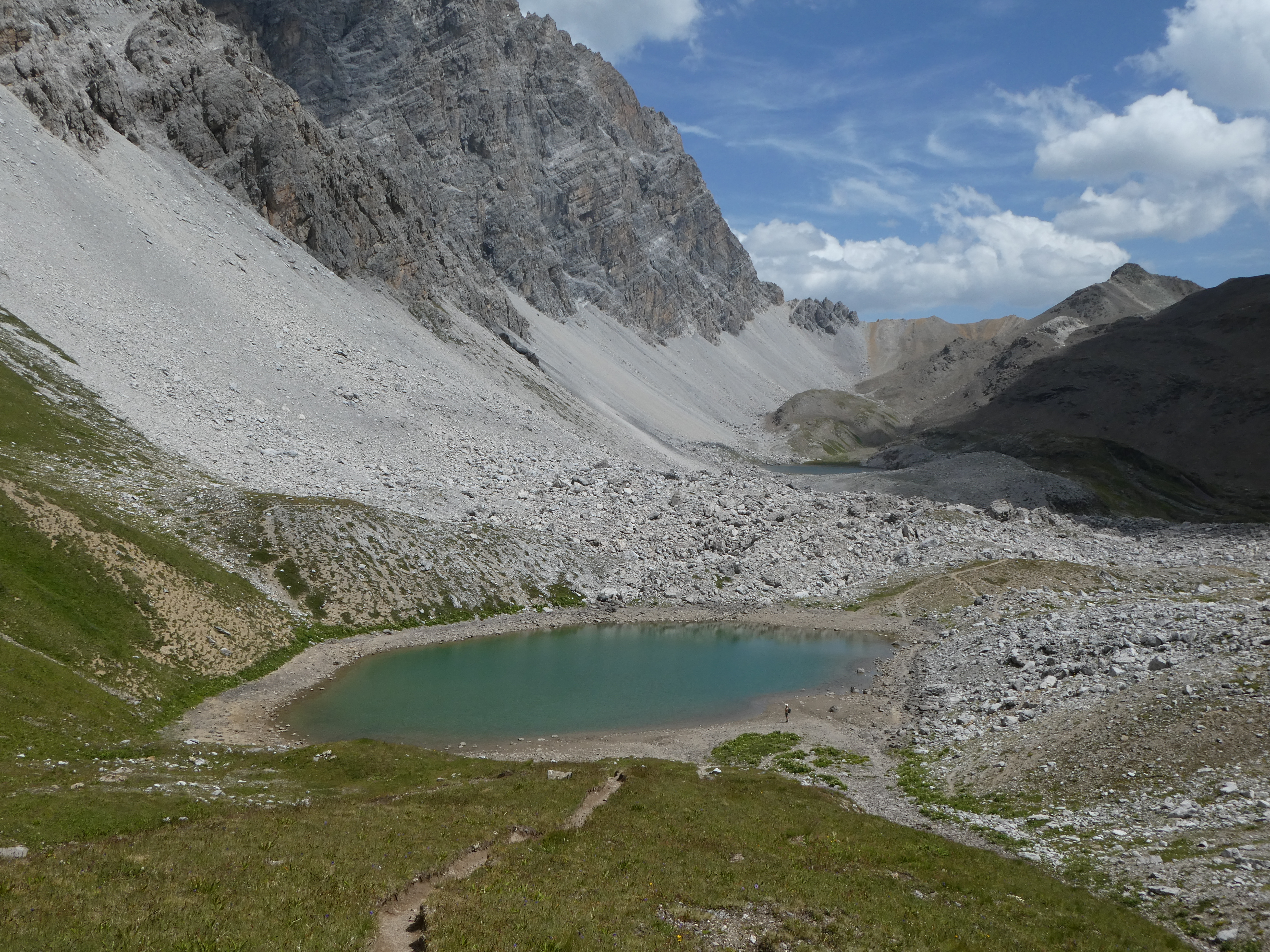
Lai Mort im Vordergrund, Lai Grond dahinter, Fuorcla da Tschitta im Hintergrund.
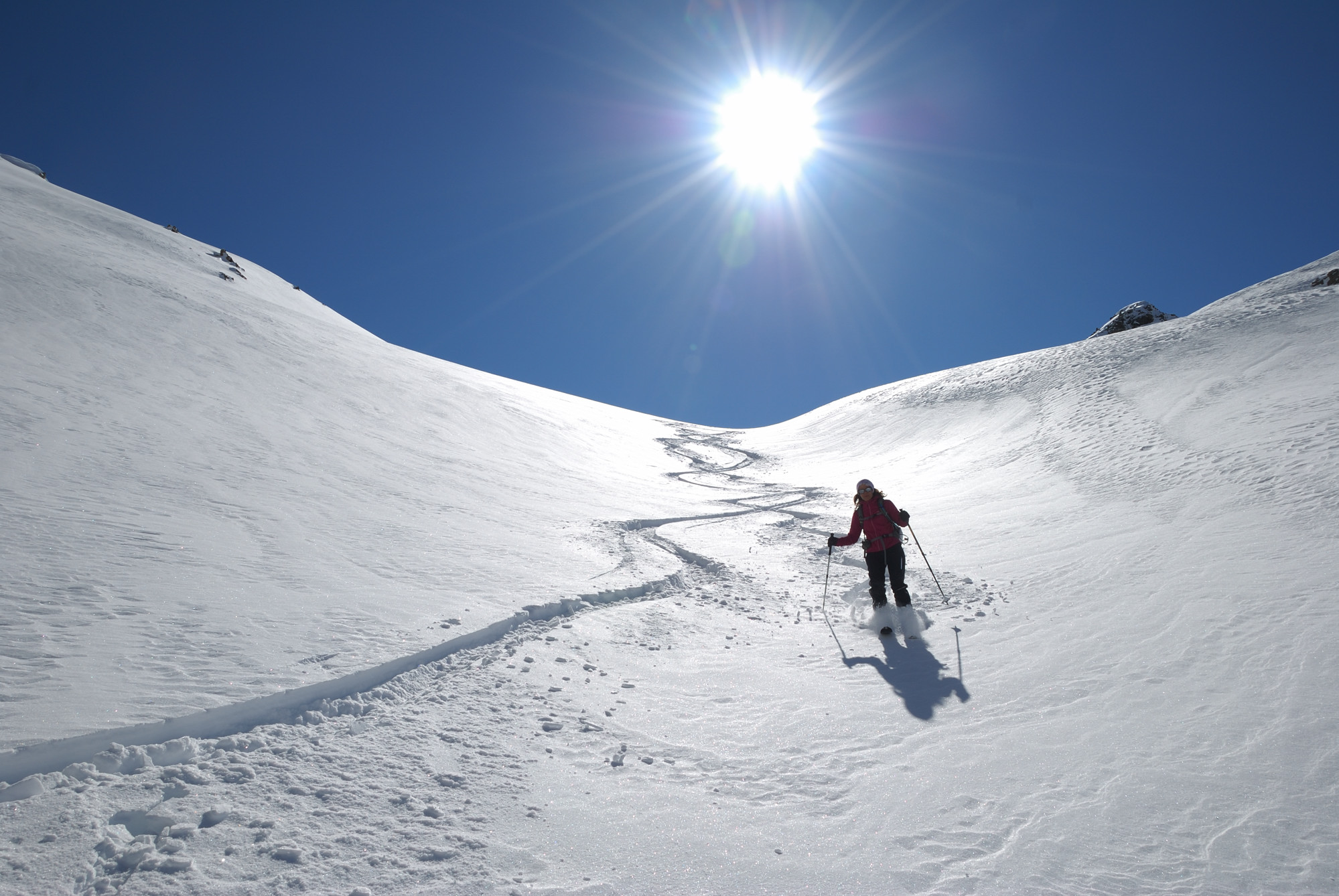
Abfahrt von der Fuorcla da Tschitta Richtung Lai Grond.